# Sifnos
Sifnos (en grec: Σίφνος) és una illa grega que pertany al grup de les Cíclades; està situada al sud-est de Sèrifos i al nord-est de Melos. Té una superfície d'uns 73 km² i una població d'uns 2.700 habitants. Fa part de la unitat perifèrica de Melos, dins la perifèria de l'Egeu Meridional.
La capital de l'illa és Apol·lonia, i és situada al centre de l'illa. Molt a prop d'Apol·lonia, una mica al nord, hi ha Artemonas, i uns quilòmetres a l'est, a tocar de la mar, hi ha Kastro, l'antiga capital, fundada pels venecians com a castell. El port, a la part occidental, s'anomena Kamares, i està situat a uns cinc quilòmetres d'Apol·lonia.

## Història
Al puig d'Agios Andreas es troba un important assentament d'època micènica que no fou abandonat fins en època històrica, en temps hel·lenístics.
A l'antiguitat, es deia que els habitants de Sifnos i moltes altres Cíclades procedien d'Atenes, i que l'illa rebia el nom del seu colonitzador, Sifnos, fill de Súnios. En qualsevol cas, els habitants de Sifnos eren, en època històrica, jonis. Segons Plini el Vell, anteriorment havia estat anomenada Mèrope.
Sifnos important per les seves mines d'or i plata, gràcies a les quals fou una illa molt pròspera. Aquesta riquesa, però, també atragué l'interés d'altres illes, que es deliren per dominar-la. Així, els samis l'assetjaren i saquejaren al segle vi aC en les seves lluites per fer fora el tirà Polícrates. Per aquest motiu, i amb la intenció de protegir les mines, els seus habitants construïren un gran nombre de torres (una cinquantena) per vigilar i defensar el territori. La riquesa de l'illa era considerable: els seus edificis públics eren decorats amb marbre de Paros, i una desena part de la seva riquesa la dipositaven a Delfos, on eren l'estat amb un tresor més important. Sembla que tota l'illa constituïa una sola polis, amb el centre urbà principal situat sota l'actual població de Kastro.
El 490 aC, els habitants de Sifnos van refusar de pagar tribut als perses, i lluitaren en les guerres mèdiques del bàndol grec, enviant un vaixell a Salamina. A continuació, ingressaren a la lliga de Delos i pagaven un tribut anyal de 3600 dracmes. La influència que exercí Atenes sobre Sifnos, com en altres Cíclades, condicionà el fet que, dins el segle v aC, el govern de l'illa fos democràtic. A la derrota de la lliga de Delos en la Guerra del Peloponnès, cap al 405 aC, el govern democràtic fou derrocat per un d'oligàrquic amb el suport militar dels lacedemonis. Deu anys més tard, el partit democràtic a l'exili es reimposà, no sense enfrontament militar entre les dues faccions.
Amb el temps, les mines es van començar a esgotar, i van deixar d'enviar la dècima part a Delfos; suposadament com a càstig dels déus una inundació del mar (un tsunami, tal vegada) va destruir les mines. En temps d'Estrabó, eren tan pobres que ser pobre com algú de Sifnos era una expressió proverbial, i comportar-se com un sifnià era sinònim d'actuar malament. Les copes de pedra i altra ceràmica de l'illa també eren força conegudes i famoses.